# زبان اشاره کنیایی
زبان اشاره کنیایی زبان اشاره‌ای است که توسط ناشنوایان و کم شنوایان در کنیا استفاده می‌شود.